# Autorização para Transferência de Propriedade do Veículo
A Autorização para Transferência de Propriedade do Veículo (ATPV-e) (antigo Documento Único de Transferência - DUT) é um documento eletrônico utilizado no Brasil para efetuar a venda de um veículo.
A partir de 4 de janeiro de 2021, o Detran deixou de emitir o antigo DUT em papel-moeda e passou a emitir a ATPV-e somente quando o proprietário do veículo for vendê-lo. Após a emissão do documento preenchido no balcão do Detran, com os dados do comprador, deve ser feito reconhecimento de firma no cartório para então haver a efetivação da transferência no Detran.